# Guy Palatin
Guy Palatin (in ebraico גיא פלטין‎?; Kfar Azar, 25 settembre 2000) è un cestista israeliano.

## Palmarès

### Squadra
- Eurocup: 1

Hapoel Tel Aviv: 2024-2025

### Individuale
- Ligat ha'Al migliore difensore: 1

Ironi Kiryat Ata: 2023-2024